# Deloencyrtus kuscheli
Deloencyrtus kuscheli är en stekelart som först beskrevs av De Santis 1955.  Deloencyrtus kuscheli ingår i släktet Deloencyrtus och familjen sköldlussteklar. Inga underarter finns listade i Catalogue of Life.